# Jack Byrne
Jack Byrne (ur. 24 kwietnia 1996 w Dublinie) – irlandzki piłkarz, występujący na pozycji pomocnika w irlandzkim klubie Shamrock Rovers. W latach 2019-2020 czterokrotny reprezentant Irlandii.

## Kariera klubowa

### Shamrock Rovers
7 grudnia 2018 Byrne podpisał kontrakt z Shamrock Rovers. Swojego pierwszego gola strzelił 15 marca w wygranym 3:0 meczu ze Sligo Rovers.

## Statystyki

### Klubowe
| Sezon   | Klub             | Kraj     | Rozgrywki        | Mecze | Bramki | Rozgrywki Europy | Mecze | Bramki |
| ------- | ---------------- | -------- | ---------------- | ----- | ------ | ---------------- | ----- | ------ |
| 2015/16 | SC Cambuur       | Holandia | Eredivisie       | 27    | 4      | –                | –     | –      |
| 2016/17 | Blackburn Rovers | Anglia   | Championship     | 4     | 0      | –                | –     | –      |
| 2016/17 | Wigan Athletic   | Anglia   | Championship     | 2     | 0      | –                | –     | –      |
| 2017/18 | Oldham Athletic  | Anglia   | League One       | 40    | 5      | –                | –     | –      |
| 2018/19 | Kilmarnock       | Szkocja  | Premiership      | 5     | 0      | –                | –     | –      |
| 2019    | Shamrock Rovers  | Irlandia | Premier Division | 32    | 8      | Liga Europy UEFA | 4     | 1      |
| 2020    | Shamrock Rovers  | Irlandia | Premier Division | 5     | 3      | Liga Europy UEFA |       |        |